# Сыбер, Элвиа
Элвиа Сыбер (эст. Elvia Sõber; род. 27 апреля 1993) — эстонская шашистка. Чемпионка Эстонии среди женщин по международным шашкам (2011).
Выступает за клуб Huizum
FMJD-Id: 13447.

### Биография
Училась в старейшей из ныне действующих в Эстонии общеобразовательных школ — гимназии Густава Адольфа (Таллинн). Выпускница 2011 года.
На международной арене дебютировала в 2004 году, выступив в 11 лет на первенстве Европы среди девушек до 19 лет (20 место).
В 2006 году заняла 6 место на первенстве мира по международным шашкам срреди девушек до 14 лет в родном городе Таллинне.
С этого времени ежегодно участвовала на молодежных первенствах.
В августе 2009 года в последний раз участвовала на молодежном первенстве мира по международным шашкам — в Витебске, где заняла 18 место.